# Gillellus arenicola
Gillellus arenicola är en fiskart som beskrevs av Gilbert, 1890. Gillellus arenicola ingår i släktet Gillellus och familjen Dactyloscopidae. IUCN kategoriserar arten globalt som livskraftig. Inga underarter finns listade i Catalogue of Life.